# Bug (álbum)
Bug (traducido como Insecto) es el tercer álbum de estudio de la banda de rock alternativo Dinosaur Jr.. Fue lanzado el 31 de octubre de 1988, a través del sello independiente SST Records en Estados Unidos. Fue el último álbum del trío con el bajista original Lou Barlow, hasta Beyond de 2007.

## Crítica y legado
El álbum fue generalmente bien recibido por la crítica. En una crítica favorable de AllMusic, Stephen Thomas Erlewine describió a "Freak Scene" como la "obra maestra" del álbum y opinó: "aunque la mayoría del álbum está firmemente situado en lo desmadejada, la fusión ruidosamente metálica de hard rock y avant noise, demuestra que J Mascis tiene un talento para el folk-rock sinuoso. Al igual que su predecesor, las canciones de "Bug" son bastante desiguales, pero representa un gran paso adelante para Mascis".
Escribiendo para Drowned In Sound en 2005, Mike Diver agregó: "La composición de canciones se ha multiplicado por diez desde You're Living All Over Me, con Barlow y Mascis realmente comenzando a flexionar los músculos de la materia gris. Pero realmente, si te gusta la música –ya sea grunge, indie, punk, lo que sea– te encantará. Punto. Ve a gastar algo de dinero". Al otorgarle al álbum 4 de 5 estrellas, Mojo dijo en su edición 108 que "Bug marca el surgimiento de la escritura de Mascis de memoria. Cuando se aplica a una canción tan extravagante como "Freak Scene", sus habilidades aún brillaban...".
Bug está incluido en el libro 1001 álbumes que debes escuchar antes de morir. "Beats Per Minute" lo posicionó en el puesto 41º, como "el mejor álbum de la década de 1980".
El sencillo "Freak Scene" es una de las canciones más aclamadas en la historia de la banda. Obtuvo el primer puesto dentro de "las cincuenta mejores canciones de todos los tiempos", por el sitio 23indie, y el #13 en "los cien singles más grandes de la era post-punk", por la revista inglesa Uncut. A su vez, ha sido versionada por grupos como Blink-182 y Belle & Sebastian.

## Listado de canciones
Todas las canciones escritas por J Mascis.

| N.º | Título             | Duración |  |
| 1.  | «Freak Scene»      | 3:36     |  |
| 2.  | «No Bones»         | 3:43     |  |
| 3.  | «They Always Come» | 4:37     |  |
| 4.  | «Yeah We Know»     | 5:24     |  |
| 5.  | «Let It Ride»      | 3:37     |  |
| 6.  | «Pond Song»        | 2:53     |  |
| 7.  | «Budge»            | 2:32     |  |
| 8.  | «The Post»         | 3:38     |  |
| 9.  | «Don't»            | 5:41     |  |

| Bonus track |                                                     |          |  |
| N.º         | Título                                              | Duración |  |
| 10.         | «Keep the Glove (En la reedición de Merge de 2005)» | 2:52     |  |

La versión de "Keep The Glove" incluida en la reedición de 2005 no es la misma que la versión en el lado B del sencillo "Freak Scene" o la compilación Fossils.

## Créditos
| Dinosaur Jr. - J Mascis – voces, guitarras, producción - Lou Barlow – bajo, coros; voces en "I Don't" - Murph – batería, percusión | Personal adicional - Sean Slade – ingeniero de sonido - Paul Q. Kolderie – ingeniero de sonido - Maura Jasper – portada |

## Posicionamiento en listas

### Singles
| Año  | Título        | UK Indie |
| ---- | ------------- | -------- |
| 1988 | "Freak Scene" | 7        |

## Ediciones
| Fecha | Sello                              | Formato        | País         | Catálogo                         |
| ----- | ---------------------------------- | -------------- | ------------ | -------------------------------- |
| 1988  | SST Records                        | LP, CD, casete | USA y Canadá | SST 216                          |
| 1988  | Normal Records                     | LP, 7"         | Alemania     | NORMAL 88, NORMAL 102            |
| 1988  | Normal Records, Blast First, Torso | CD             | UK y Europa  | RTDCD5-102, BFFP31CD, TORSOCD079 |
| 1988  | Blast First                        | LP             | UK           | BFFP31                           |
| 1988  | Torso                              | LP             | Países Bajos | TORSO 33079                      |
| 1989  | Au Go Go                           | LP             | Australia    | ANDA 89                          |
| 1989  | Blast First, GASA                  | LP             | España       | GA-293                           |
| 2005  | Baked Goods Records                | LP             | USA          | BG-06                            |
| 2005  | Sweet Nothing Records              | CD             | UK           | SNCD039                          |
| 2005  | Shiny                              | CD             | Australia    | extinct3                         |
| 2005  | Merge Records                      | CD             | USA          | MRG245                           |
| 2005  | Imperial Records                   | CD             | Japón        | TECI-24290                       |
| 2007  | Imperial Records                   | CD             | Japón        | TECI-24427                       |
| 2011  | Jagjaguwar                         | LP             | USA          | JAG197                           |
| 2011  | Joyful Noise                       | casete         | USA          | JNR79                            |
| 2014  | Jagjaguwar                         | LP             | USA          | JAG197                           |
| 2020  | Jagjaguwar                         | LP             | USA          | JAG197LP-C2                      |